# Yaya Soumaré
Yaya Soumaré (* 23. Juni 2000 in Vénissieux) ist ein französisch-malischer Fußballspieler.

## Karriere

### Verein
Soumaré begann seine fußballerische Ausbildung bei der ASM Vénissieux, für die er bis 2015 spielte. Anschließend wechselte er in die Jugendakademie von Olympique Lyon. Dort kam er in der Rückrunde der Saison 2017/18 zu ersten Einsätzen in der zweiten Mannschaft, die in der National 2 spielte. In der Folgesaison kam er sowohl zu Einsätzen in der vierten Liga, als auch in der Youth League für die U19. Dies zog sich auch über die Spielzeit 2019/20 so hin. Nachdem bereits der FC Bayern München, RB Salzburg, RB Leipzig und andere Vereine an Soumaré dran waren, stattete OL ihn mit einem bis 2023 laufenden Profivertrag aus. Daraufhin debütierte er am 23. Dezember 2020 (17. Spiektag) bei einem 3:0-Sieg über den FC Nantes in der Ligue 1, als er in der 89. Minute für Tino Kadewere eingewechselt wurde.  Zur Saison 2021/22 wurde Soumaré an den Zweitligisten FCO Dijon verliehen. Gegen den FC Sochaux debütierte er für Dijon in der Ligue 2. Nachdem er sort nicht sonderlich zum Zug gekommen war, wurde er Anfang Dezember an den FC Annecy verliehen, die in der dritten Liga Frankreichs spielen. Anschließend wurde er im Sommer 2022 weiter an den Ligarivalen FC Bourg-Péronnas ausgeliehen.
Nach Ablauf der Leihe kehrte der Spieler nicht nach Lyon zurück, sondern wechselte zur US Orléans.

### Nationalmannschaft
2018 absolvierte Soumaré insgesamt sechs Partien für diverse französische Jugendnationalmannschaften und erzielte dabei einen Treffer.